# Juno Reactor
Juno Reactor es una banda británica de trance psicodélico, trip hop y música industrial formada en Londres en 1990 por Ben Watkins. El grupo ha colaborado en bandas sonoras de películas como The Matrix Revolutions, Once Upon a Time in Mexico, Mortal Kombat, etc. Además, su música ha aparecido en videojuegos como Jet Moto 3, Dance Dance Revolution Ultramix 4 o Splashdown: Rides Gone Wild.

## Historia
En 1993, Juno Reactor lanzó su primer sencillo, Laughing Gas, y poco después el álbum Transmissions, considerado como un clásico del goa trance. Al año siguiente publicaron su segundo disco Luciana, que consiste en una pieza de dark wave. En 1996, publicaron Beyond the Infinite. 
En 1997, Watkins colaboró con Amampondo, un grupo sudafricano de percusiones, y lanzaron Bible of Dreams, su cuarto álbum. Posteriormente iniciaron una gira por los Estados Unidos y tocaron en vivo en el Festival de Glastonbury. En el 2000, lanzaron el álbum Shango que contiene la canción Pistolero usada en la película Once Upon a Time in México. En el 2003, siendo el décimo aniversario de Juno Reactor, salió una recopilación titulada Odyssey 1992-2002.
El sexto álbum de Juno Reactor, Labyrinth, fue publicado en el 2004 y contiene las canciones que produjo para la banda sonora de las películas de Matrix. En el 2008 Ben Watkins inició con Koji Morimoto, un proyecto de anime llamado Genius Party. En ese mismo año, salió su último álbum hasta la fecha, Gods and Monsters.

## Discografía

### Álbumes de estudio
- Transmissions (NovaMute Records 1993)
- Luciana (Inter-Mode 1994)
- Beyond The Infinite (Blue Room Released 1995)
- Bible Of Dreams (Blue Room Released 1997)
- Shango (Metropolis Records 2000)
- Labyrinth (Metropolis Records, Universal Music 2004)
- Gods And Monsters (Metropolis Records 2008)
- Inside The Reactor (Metropolis Records 2011)
- Inside The Reactor II (From The Land Of The Rising Sun) (Metropolis Records 2012)
- The Golden Sun of the Great East (Metropolis Records 2013)

### Singles y EP
- Laughing Gas (1993)
- High Energy Protons (1994)
- Guardian Angel (1995)
- Samurái (1996)
- Conga Fury (1996)
- Jungle High (1997)
- God Is God (1997)
- GOD IS GOD!! (Front 242 Mixes) (1997)
- Pistolero (Blue Room Released 2000)
- Masters of the Universe (2001)
- Hotaka (2002)
- The Zwara EP (2003)
- Final Frontier (2013)

### Álbumes recopilatorios y en vivo
- Odyssey 1992–2002
- Shango Tour 2001 Tokio (Live In Tokio) (2002)